# Землетрус в Агадірі 1960 року
Землетрус в Агадірі 1960 року стався 29 лютого о 23:40 за західноєвропейським часом поблизу міста Агадір, розташованого на заході Марокко на березі Атлантичного океану. Незважаючи на помірну магнітуду землетрусу за шкалою Mw 5,8, його відносно мала глибина (15,0 км) призвела до сильного струсу поверхні з максимальною відчутною інтенсивністю X (Екстремальна) за шкалою інтенсивності Меркаллі. Від 12 000 до 15 000 людей (приблизно третина населення міста того часу) загинули, ще 12 000 отримали поранення, причому щонайменше 35 000 людей залишилися без даху над головою, що зробило цей землетрус найруйнівнішим і найбільш смертоносним в історії Марокко. Особливо сильно постраждали Фаунті, Касба, Ячеч/Іхчач і район Талборджт. Неглибокий вогнище землетрусу, близькість до портового міста Агадір і незадовільні методи будівництва були причинами, які інженери з питань землетрусів і сейсмологи назвали такими руйнівними.

## Землетрус
Незважаючи на те, що поштовх зафіксували сейсмографи в усьому світі, деякі з цих станцій були достатньо близько до місця події, щоб визначити епіцентр з високою точністю, але з тією інформацією, яка була доступна, було встановлено, що місце розташування інструментів було 8 кілометрів (5,0 миль) на північний-північний захід від Касби. Макросейсмічні спостереження (встановлення місць із найвищою спостережуваною інтенсивністю) помістили епіцентр приблизно в 1 кілометр (0,62 милі) на північ від Ячеча. Послідовність незначних поштовхів передувала головній події. Перший поштовх стався 23 лютого з інтенсивністю III або IV (від слабкого до легкого), а в день катастрофи більш значний поштовх з інтенсивністю VI (сильний) викликав тривогу близько обідньої години.

### Відгуки
Мохаммед V озвучив прохання до всіх міст Марокко підготувати та надіслати допомогу. Він і його син, наслідний принц Мулай Хасан, прилетіли в цей район разом з кількома міністрами кабінету, щоб спостерігати удар безпосередньо. У своїй ролі Імама він дав особливий дозвіл рятувальникам відмінити вимогу утримуватися від їжі та пиття вдень у Рамадан, але багато працівників, незважаючи на це, продовжували постити.  Військові літаки з Франції та Сполучених Штатів прилетіли в Агадір, щоб допомогти з наданням допомоги. Марокканська армія надала екстрену допомогу, і з авіабази Бен Герір прибули гелікоптери, приблизно 160 км геть.

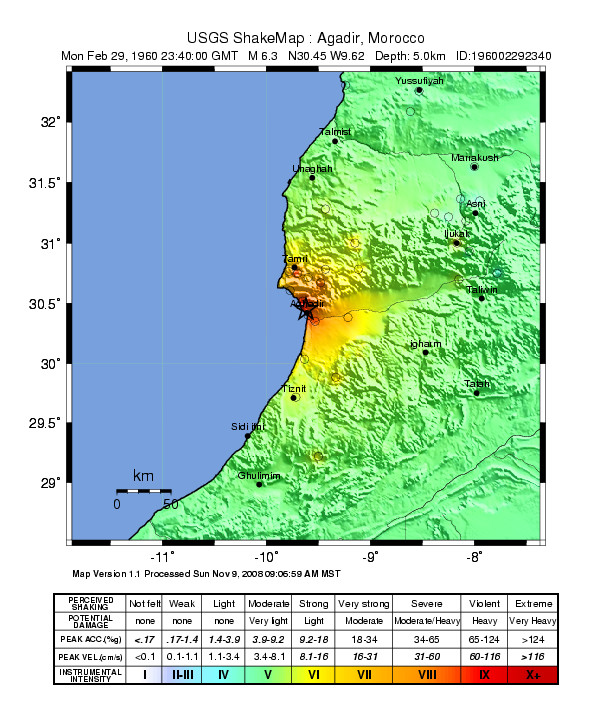
USGS ShakeMap показує інтенсивність землетрусу

### Пошкодження

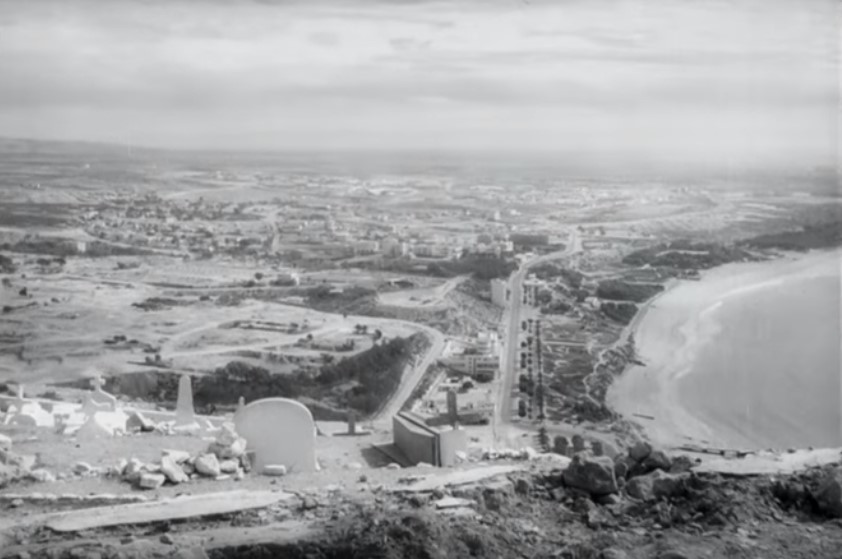
Вид на Агадір після землетрусу

Будівництво в Агадірі швидко прогресувало між 1945 і 1955 роками, з певними умовами, які могли сприяти високому ступеню руйнування. Складні проекти часто виконувалися непідготовленими працівниками, і типовою була відсутність належного нагляду разом із прискореними зусиллями завершити роботу. Оскільки до 1960 року серйозних землетрусів не було, будівництво в місті велося без урахування сейсмічної активності. Багатоповерхові кам'яні будівлі не вдалися, але залізобетонні конструкції різко відрізнялися за своєю реакцією. Наприклад, деякі з найвищих із цього типу повністю зруйнувалися, тоді як значна частина з них добре протистояла удару, а деякі взагалі уникли пошкоджень. У більшості випадків повного руйнування проектування будівель не відповідало будівельним нормам, оскільки вони не були першочерговою турботою архітекторів, і неадекватне виконання постанов також було чинником.

## Цунамі
У газетному звіті від 2 березня 1960 року описано, як повідомлялося, що цунамі вийшло на берег невдовзі після землетрусу, зазначаючи: «Припливна хвиля згорнулася по білих пляжах і вдарилася в місто на 300 метрів/ярдів. Міський док був розрізаний надвоє, іспанський капітан корабля повідомив по радіо». Пізніше цунамі було спростовано звітом Американського інституту заліза та сталі після того, як у березні 1960 року група інженерів із землетрусів, у тому числі Рей У. Клаф з Каліфорнійського університету в Берклі, обстежила пошкодження та пошкодження будівель у всьому районі Агадіру. У звіті про їх висновки зазначено, що портові споруди зазнали пошкоджень через досить рівномірне осідання в районі гавані, яке спричинило перекидання п’яти великих кранів, але жодних доказів чи будь-яких надійних свідків великих хвиль не було знайдено, за винятком Екіпаж голландського вантажного судна, який заявив, що великі хвилі в гавані справді спричинили розрив їхніх швартових канатів під час землетрусу. У звіті у випуску Бюлетеня Сейсмологічного товариства Америки за 1964 рік також заперечувалося існування руйнівного цунамі через відсутність доказів мареографа, що знаходиться неподалік.